# J-SH53
J-SH53（ジェイ エスエイチ ゴーサン）は、J-フォン（Vodafone、ソフトバンク）が販売していたシャープ製のPDC通信方式ハイエンド携帯電話端末である。なお非接触ICカード搭載のJ-SH53X（ジェイ エスエイチ ゴーサン エックス）も存在するが、そちらは展示の為試作されたデモ機のため販売はされていない。

## 特徴
携帯電話としては世界初の100万有効画素（厳密には約98万画素、記録画素1144×858ピクセル）CCDカメラを搭載し、ケータイカメラの高画素化の先駆けとなった。他にも2.4インチQVGA液晶、ミュージックプレイヤーなど、当時の最先端の機能を多く取り入れた。そのため人気が高く、発売当初から入手困難な状況が続いた。また、J-フォンからボーダフォン（現・ソフトバンク）への移行が既に決定していたため、端末には「Vodafone」ロゴが併記されている。

## 付属品
- 電池パック
- 急速充電器
- 卓上ホルダー
- SDメモリカード8MB
- ステレオヘッドホン
- アナログ変換ケーブル
- 光デジタル変換プラグ